# Magdalon Monsen
Magdalon Monsen (Bergen, 19 de abril de 1910 - 4 de setembro de 1953) foi um futebolista norueguês, medalhista olímpico. 

## Carreira
Magdalon Monsen fez parte do elenco medalha de bronze, nos Jogos Olímpicos de 1936.

## Ligações Externas
- Perfil em Databaseolympics